# The Living Daylights (película)
The Living Daylights (titulada 007: Alta tensión en España y Su nombre es peligro en Hispanoamérica) es una película británica de 1987, la decimoquinta correspondiente a la saga de James Bond y la primera en protagonizar Timothy Dalton como el agente del MI6 James Bond, en sustitución de Roger Moore. El nombre del filme fue tomado del cuento de Ian Fleming "The Living Daylights" del libro Octopussy and The Living Daylights. Fue la última película en usar el título de una historia de Ian Fleming hasta Casino Royale en 2006.
En la película, Bond actúa como un francotirador para proteger un desertor soviético, Georgi Koskov. Este le dice a Bond que el general Pushkin, jefe de la KGB, está asesinando sistemáticamente a agentes británicos y estadounidenses. Cuando Koskov es aparentemente secuestrado de vuelta, Bond le sigue a través de Europa, Marruecos y Afganistán.
La película fue dirigida por John Glen y producida por Albert R. Broccoli y Michael G. Wilson. The Living Daylights contó con un presupuesto de 40 millones de dólares y generalmente fue bien recibida por la mayoría de los críticos y también fue un éxito financiero, recaudando $191,2 millones en todo el mundo.

## Argumento
En la secuencia pre-créditos, los agentes secretos 002, 004 y 007 son enviados a una misión de entrenamiento en Gibraltar, que consistía en infiltrarse en una estación de radar vigilada por soldados del Special Air Service (SAS). 002 (Glyn Baker) pierde la prueba mientras que 004 (Frederick Warder) intentando escalar un monte es asesinado por un falso 00 (Carl Rigg). El asesino se da a la fuga y 007 (Timothy Dalton) lo persigue en un camión hasta hacerlo caer a un acantilado. Bond se salva con su paracaídas y antes de informar lo sucedido cae en un yate donde decide pasar un momento romántico con una chica (Belle Avery).

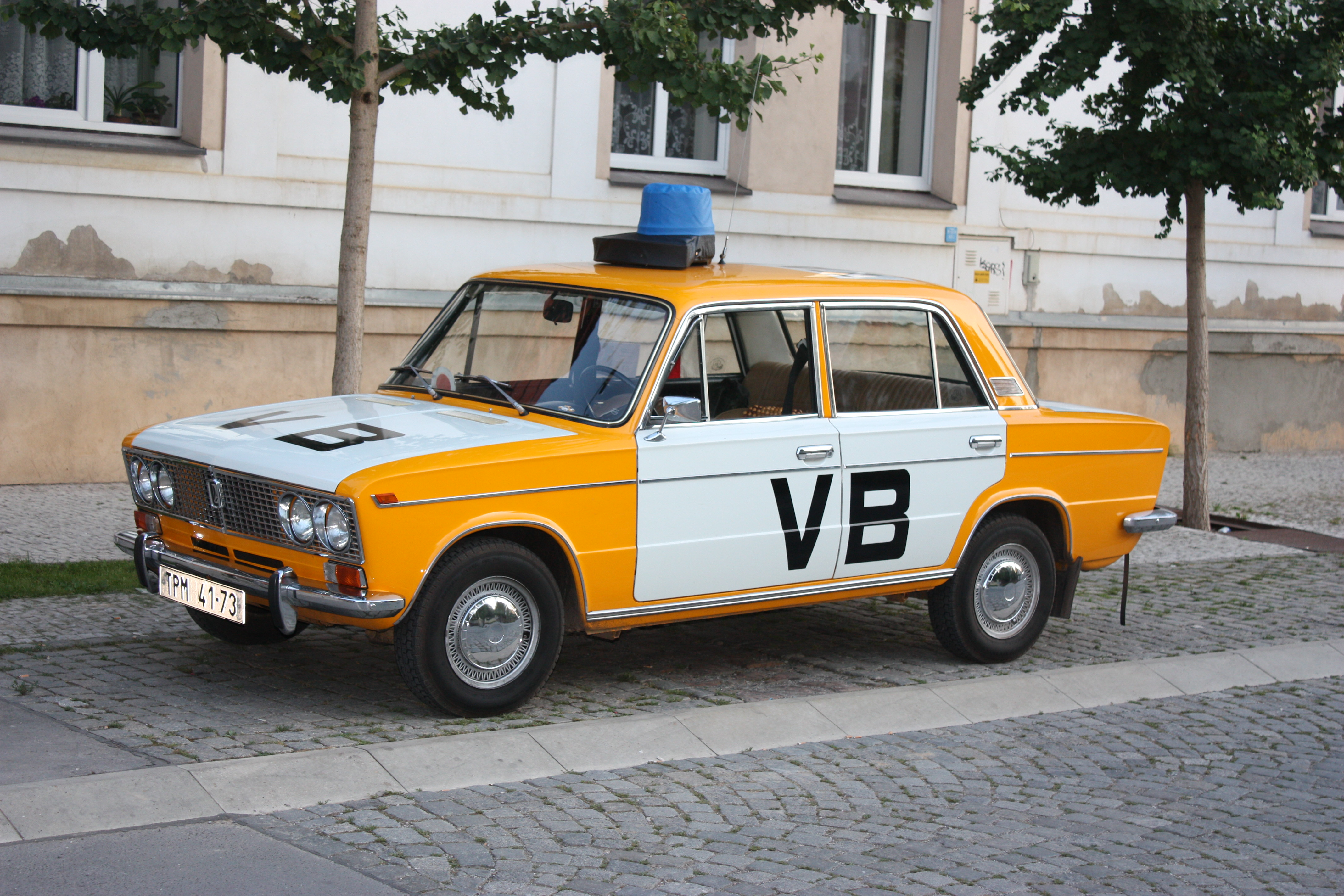
Un vehículo de la policía checoslovaca Veřejná bezpečnost, que persigue a Bond en Bratislava tras la deserción de Koskov y tras la huida de Bond con Kara Milovy.

En Bratislava, Eslovaquia —entonces Checoslovaquia—, Bond y su compañero Saunders (Thomas Wheatley) vigilan a un alto dignatario de la KGB: el general Georgi Koskov (Jeroen Krabbé), un desertor del mismo, a la vez Bond observa a una hermosa chelista y luego ambos se dirigen a un edificio aledaño para fingir un atentado contra Koskov pero la chelista intenta tirar con rifle a Koskov y Bond dispara a su rifle rozándole su muñeca. Ayudados por Rosika Miklos (Julie T. Wallace), Bond hace que Koskov escape por un tubo de gas que pasa por la frontera y es recibido por Q (Desmond Llewelyn) en Austria y después el desertor huye en un avión, Saunders enojado amenaza a Bond de quejarse con M por no matar a la francotiradora. 
Más tarde en el MI6, Q busca a las asesinas de la KGB pero ninguna coincide con la vista por Bond y este pide a Moneypenny (Caroline Bliss) investigar a la chelista. Bond llega a una pequeña mansión campestre donde en un salón se encuentra con M (Robert Brown), el ministro de defensa Sir Frederick Gray (Geoffrey Keen) y Koskov quien dice que el responsable de su deserción es su superior el general Leonid Pushkin, sucesor del General Gogol. Koskov muestra un papel con una orden de Pushkin: Smiert spionam (Muerte a los Espías) con una lista de agentes que serían asesinados. Bond y sus superiores abandonan la mansión sin saber que un asesino (y aparente espía de la KGB) llamado Necros (Andreas Wisniewski) se ha infiltrado en la propiedad y disfrazado primero de repartidor y después de médico da muerte a varios empleados y se lleva a Koskov en un helicóptero. Al saber del ataque en la mansión, M envía a Bond a eliminar a Pushkin pero Bond no está seguro y M muestra a Bond el mensaje encontrado en el cadáver de 004 en Gibraltar: Smiert spionam (Muerte a los Espías) y le reclama además del informe de Saunders: no haber matado a la chelista francotiradora. Según Bond, además de conocer a Pushkin, de quien duda que esté detrás del ataque a la mansión, instintivamente tomó la decisión de no matarla y M lo amenaza con enviar a 008 para que matase a Pushkin ya que 008 "No conoce a Pushkin y sigue órdenes, no instintos" pero Bond aun así acepta su misión. Después Bond llega al laboratorio de Q donde le da un gadget: un Llavero buscador de Philips; dispositivo magnético que se activa cuando 007 silba las primeras notas de 'Rule Britannia', y expulsa un gas soporífero capaz de aturdir un oponente durante 30 segundos, siempre y cuando esté a menos de un metro de distancia. También incluye un explosivo plástico altamente concentrado que se detona cuando 007 hace el silbido insinuador y también con capacidad de abrir el 90% de las cerraduras del mundo mientras que Moneypenny consigue la información de la chelista: Kara Milovy.
Antes de ir a Tánger por Pushkin, Bond viaja de nuevo a Bratislava para encontrar a Kara Milovy (Maryam d'Abo) y la sigue hasta el tranvía donde ve cómo agentes del KGB la llevan a un coche donde la espera Pushkin (John Rhys-Davies), Bond llega a la estación del Tranvía donde teniendo el chelo de Milovy observa el rifle usado por ella la semana anterior y observa las balas eran de salva a la vez que descubre su dirección. Al día siguiente Milovy vuelve a su hogar donde encuentra todo en desorden y se encuentra con Bond quien se hace ver como amigo de Koskov y muestra que las balas del rifle usado por Milovy eran de fogueo para que la deserción de Koskov fuese real. También le cuenta que Pushkin la tuvo retenida para averiguar el paradero de Koskov, Bond descubriendo que Milovy es la novia de Koskov, le dice que se encuentra a salvo y le pide huir con él para encontrarse con su novio. Ambos escapan de Brastilava en el Aston Martin hacia Viena usando los gadgets del coche contra los policías y soldados de la frontera y usando el estuche del cello como trineo para cruzar la frontera. 
Mientras tanto, en Tánger, Puskin visita al mercenario Brad Withaker (Joe Don Baker) para cancelar un negocio de armas con él. Withaker es un megalómano aficionado a la guerra con réplicas de grandes líderes militares (Adolf Hitler, Atila, Napoleón…), prototipos de armas y dioramas de guerras. Al llegar Bond a Viena junto con Kara, ambos van a un hotel para hospedarse, y asisten a una ópera. En el transcurso de la película, Bond y Kara se van enamorando. Por otro lado Withaker,  quien tenía en su hogar a Koskov y a Necros les informa del movimiento de Pushkin y Koskov confía en que Bond elimine a Pushkin, de no hacerlo Necros se encargaría de tal tarea y este es enviado también a Viena. Estando en la casa de Ópera de Viena, Bond comenta a Saunders que la deserción de Koskov era una mentira para desinformar lo que deja sorprendido, además que Kara no es francotiradora sino la novia de Koskov, y Bond le pide sacar documentación falsa para poder salir de Austria. Mientras Kara entra a una tienda de regalos en la feria, 007 va a un restaurante pequeño para reunirse con Saunders, el cual le comenta a Bond que Withaker está detrás del complot pero cuando Bond salía Necros disfrazado de vendedor de globos activa una bomba matando a Saunders y uno de los globos poseía el mensaje Smiert spionam.
En Tánger, Marruecos, Bond acude a interrogar a Pushkin para averiguar cuáles son sus intenciones, Bond duda en eliminarlo sin antes conocer su verdadera versión. Después de descubrir que la versión narrada sobre Koskov era una mentira ya que este sería arrestado por malversación de fondos, y con eso que tenía motivos personales por eliminar a Pushkin, Bond y el jefe de la KGB llegan a un acuerdo para fingir que 007 ha asesinado a Pushkin. De esta manera Bond pretende atraer a Koskov hacia él. El plan es llevado a cabo con Necros como testigo y el plan cambia cuando su amigo de la CIA, Félix Leiter (John Terry) interviene, y se une a Bond con la misión. Mientras Koskov celebra con Withaker y Necros la presunta muerte de Pushkin recibe una llamada de Kara quien cree que Bond es agente de la KGB que quiere capturarlo. Al regresar al Hotel de Tánger, Bond confiesa que es agente y no amigo de Koskov y después cae en la trampa: es capturado junto con Kara por Necros y Koskov y posteriormente en un avión Hércules. Bond y Kara observan que a través de hielo, Koskov contrabandea diamantes y afirma que su misión en la KGB era desinformar al MI6.
La pareja es llevada a una base militar soviética en Afganistán, donde se realizaba en secreto un contrabando de droga. Koskov entrega a Bond acusándolo de matar a Pushkin y a Kara de desertora. Escapan de la prisión, gracias al llavero que Q le había dado y se topan con la resistencia terrorista de Afganistán, lideradas por Kamran Shah (Art Malik). Bond le pide ayuda para detener a Koskov y a sus cómplices, pero el líder terrorista afgano se niega a sacrificar más hombres, ya que se encontraba ocupado por la guerra que tenían contra los rusos. Durante el amanecer, Bond se disfraza de terrorista afgano y acude solo a enfrentarse a los rusos a la vez que descubre que Koskov está detrás del contrabando de diamantes y el tráfico de opio quien compra este último para luego venderlo en los barrios pobres de Estados Unidos y obtener grandes sumas de dinero y una parte del dinero sería usada para la compra de armas ultramodernas de Withaker las cuales serían usadas en contra de los británicos y los afganos. Kara decide ir a ayudarlo, mientras que Kamran, quien fuera salvado por el mismo Bond durante su estancia en la prisión, se decide a ayudarlo también. Al entrar a un avión Coloso de la fuerza aérea, Bond esconde una bomba dentro de un costal junto a la droga transportada. Al ser descubierto por un soldado y por Koskov, Bond golpea al soldado y le arrebata su ametralladora, con la que dispara sin parar a los rusos para mantenerlos a raya mientras él toma el avión. Entonces, los terroristas llegan al ataque contra los hombres de Koskov destruyendo prácticamente la base soviética. Kara sube a un Jeep y logra entrar al avión para reunirse con 007. Mientras Kara tomaba el control del avión, Bond va a desactivar la bomba, pero se lo impide la intervención de Necros, quien había conseguido introducirse también en el avión. Tras una fuerte y tensa lucha, finalmente Bond consigue deshacerse de él haciéndolo caer desde el avión. Bond lanza la bomba hacia un puente, donde las tropas rusas que perseguían a los terroristas muyahidines caen vencidas.
Kara y Bond llegan a Karachi, Pakistán para hospedarse luego de bajar con dificultad del avión al cual se le había acabado el combustible y tras estrellarse el avión Withaker perdía su droga. Durante una operación nocturna en la mansión ayudado por Leiter, Bond mata a Whitaker utilizando el llavero que le dio Q en su laboratorio. Segundos antes de ser ametrallado por uno de los hombres de Whitaker, Pushkin aparece y salva la vida de 007 al disparar contra el cómplice. Después de terminar con la misión, Pushkin arresta a Koskov y ordena a que lo envíen a Siberia. Kara termina tocando para el Conservatorio de Viena siendo después felicitada por M y el general Gogol (Walter Gotell) quien ahora dirigía Asuntos Exteriores y le consiguió una visa a Milovy y después es felicitada también por Kamran Shah y sus hombres, el guerrillero afgano pregunta por Bond y M le dice que está en una misión en otro país. Pero Milovy va a su camerino, se encuentra con Bond y pasan un momento romántico.

## Reparto
| Actor              | Personaje                              |
| ------------------ | -------------------------------------- |
| Timothy Dalton     | James Bond                             |
| Caroline Bliss     | Miss Moneypenny                        |
| Robert Brown       | M                                      |
| Desmond Llewelyn   | Q                                      |
| John Terry         | Félix Leiter                           |
| Joe Don Baker      | Brad Whitaker                          |
| Maryam d'Abo       | Kara Milovy                            |
| Art Malik          | Kamran Shah                            |
| Jeroen Krabbé      | General Georgi Koskov                  |
| John Rhys-Davies   | General Leonid Pushkin                 |
| Geoffrey Keen      | Sir Fredrick Gray, Ministro de Defensa |
| Walter Gotell      | General Anatol Gogol                   |
| Andreas Wisniewski | Necros                                 |
| Thomas Wheatley    | Saunders                               |
| Julie T. Wallace   | Rosika Miklos                          |
| Virginia Hey       | Rubavitch                              |
| Bill Weston        | Blayden Butler                         |
| Antony Carrick     | Blayden Male Secretaria                |
| Catherine Rabett   | Liz                                    |
| Dulice Liecier     | Ava                                    |
| Alan Talbot        | KGB Minder de Koskov                   |
| Carl Rigg          | Impostor 00                            |
| John Bowe          | Coronel Feyador                        |
| Ken Sharrock       | Jailer                                 |
| Nadim Sawalha      | Jefe de Seguridad en Tánger            |
| Tony Cyrus         | Jefe de The Snow Leopard Brotherhood   |
| Ruddy Rodríguez    | Chica                                  |

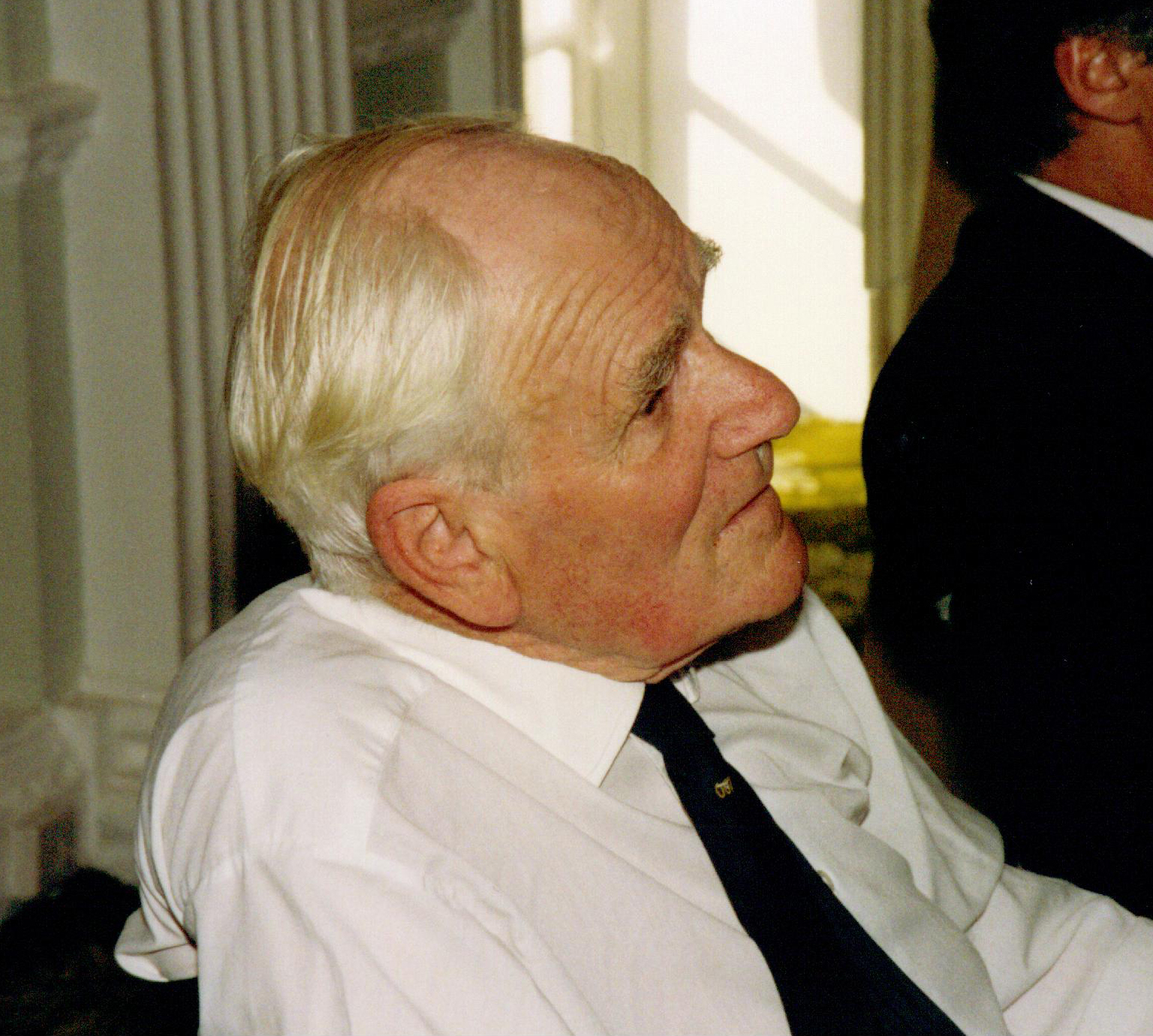
Desmond Llewelyn
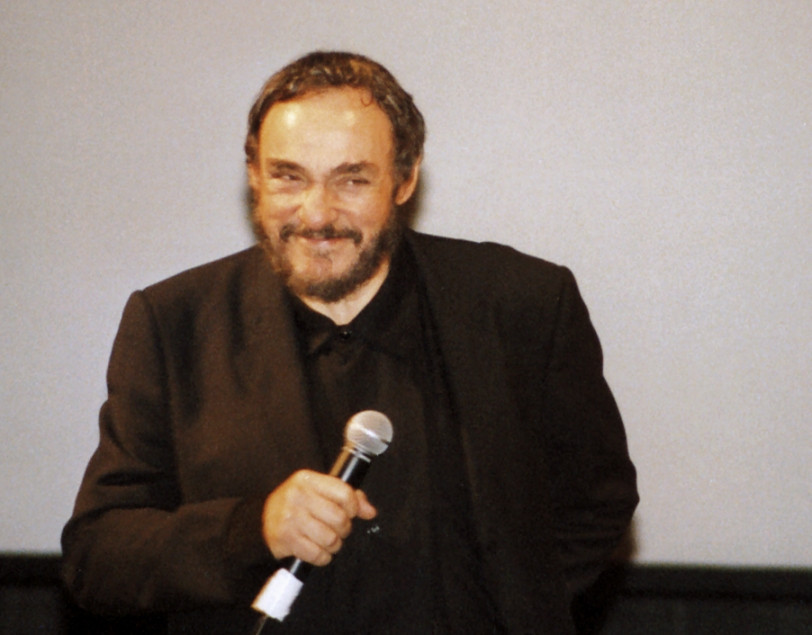
John Rhys-Davies
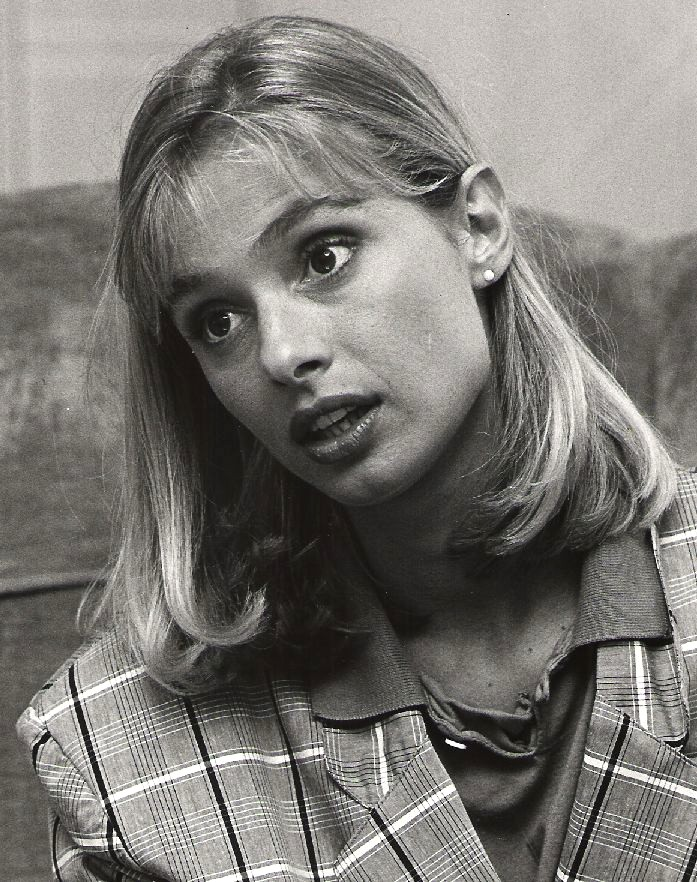
Maryam d'Abo

## Producción
Originalmente, la película fue propuesta para ser una precuela de la serie, una idea que eventualmente resurgió con el reinicio de la serie en 2006. SMERSH, la agencia de contrainteligencia soviética novelada que figuró en el Casino Royale de Fleming y varias otras novelas tempranas de James Bond, era un acrónimo de Smiert Shpionam, «Muerte a los espías».

### Casting
En otoño de 1985, después de la decepción financiera y crítica de A View to a Kill, comenzaron los guiones para la próxima película de Bond, con la intención de que Roger Moore no volviera a interpretar el papel de James Bond. Moore, que en el momento del estreno de The Living Daylights, tenía 59 años de edad, optó por retirarse del papel después de doce años y siete películas. Albert Broccoli, sin embargo, afirmó que dejó a Moore coger el papel. En ese momento comenzó una búsqueda significativa de un nuevo actor para interpretar a Bond, entre ellos el neozelandés Sam Neill, el irlandés Pierce Brosnan y el galés Timothy Dalton para el papel en 1986. El coproductor Michael G. Wilson, el director John Glen, Dana y Barbara Broccoli "quedaron impresionados con Sam Neill y querían contratarlo". Sin embargo, Albert Broccoli no aceptó al actor.

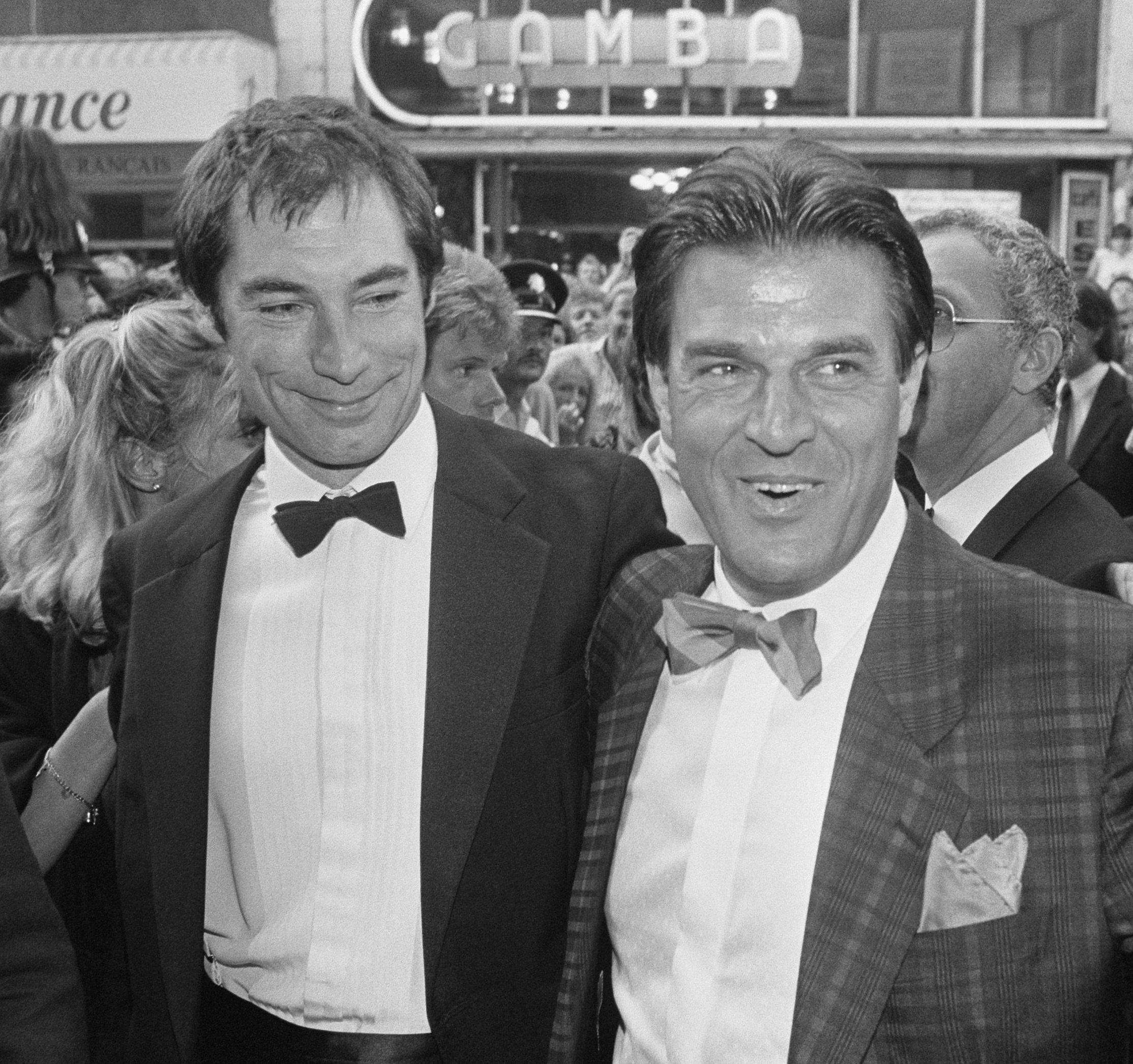
Timothy Dalton (Bond) y Jeroen Krabbé (General Georgi Koskov) en 1987 durante el estreno de The Living Daylights en el Teatro Tuschinski, en Ámsterdam.

Los productores eventualmente ofrecieron el papel a Brosnan después de una prueba de pantalla de tres días. En ese momento, fue contratado para la serie de televisión Remington Steele, que había sido cancelado por la NBC debido a la caída de los niveles de audiencia. El anuncio de que sería elegido para interpretar a James Bond causó un aumento en el interés en la serie, lo que llevó a la NBC a ejercer (menos de tres días antes de la expiración) una opción de 60 días en el contrato de Brosnan para hacer una nueva temporada de la serie. La acción de NBC causó repercusiones drásticas, como resultado de lo cual Albert Broccoli retiró la oferta dada a Brosnan, citando que él no quiso el personaje asociado con una serie de televisión contemporánea. Esto llevó a una caída en el interés en Remington Steele y sólo se grabaron cinco nuevos episodios antes de que el show fuese finalmente cancelado. El edicto de Broccoli fue que "Remington Steele no será James Bond".

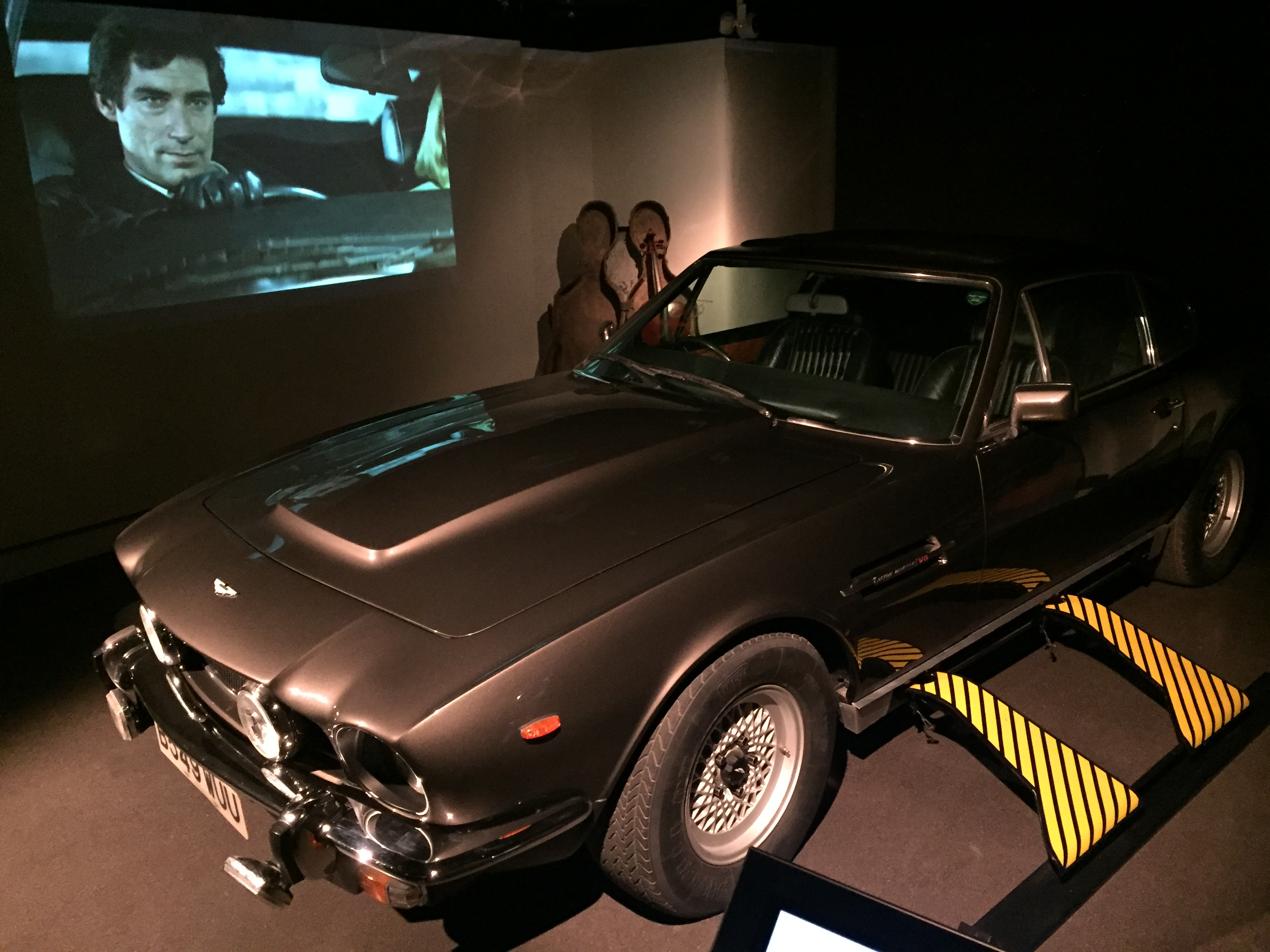
El Aston Martin V8 Vantage y el chelo que usó Kara Milovy y que Bond rescata en el tranvía en Bratislava. 50.º aniversario de James Bond en el London Film Museum.

Dana Broccoli sugirió, entonces, a Timothy Dalton. Albert Broccoli inicialmente se mostró reacio a la falta de interés público de Dalton por el papel, pero a instancias de su esposa acordó reunirse con el actor. Sin embargo Dalton pronto comenzaría a filmar Brenda Starr y así no estaría disponible. En el período intermedio, habiendo completado Brenda Starr, Dalton recibió nuevamente el papel, que aceptó. Durante un período, los cineastas tenían a Dalton, pero él no había firmado el contrato. Un director de casting persuadió a Robert Bathurst, un actor inglés que se haría conocido por sus papeles en Joking Apart, Cold Feet y Downton Abbey para la audición de Bond. Bathurst cree que su "audición ridícula" fue sólo "un ejercicio de despiste" porque los productores querían persuadir a Dalton para que asumiera el papel dejando entrever que todavía estaban audicionando a otros actores.
La actriz inglesa Maryam d'Abo, que también fue modelo anteriormente, fue elegida como la violonchelista checoslovaca Kara Milovy. En 1984, d'Abo había asistido a audiciones para el papel de Pola Ivanova en A View to a Kill. Barbara Broccoli incluyó a d'Abo en la audición para interpretar a Kara, la cual luego pasó.
Originalmente, el general del KGB creado por Koskov iba a ser el general Gogol. Sin embargo, Walter Gotell estaba demasiado enfermo para manejar el papel principal, y el personaje de Leonid Pushkin reemplazó a Gogol, que aparece brevemente al final de la película, trasladándose al servicio diplomático soviético. Esta fue la aparición final de Gogol en una película de James Bond. Morten Harket, el vocalista del grupo de rock noruego A-ha (que interpretó la canción del título de la película), recibió un pequeño papel como secuaz de un villano en la película, pero declinó, por falta de tiempo y porque sentía que lo quería debido a su popularidad en ese momento en lugar de su aptitud en la actuación.

### Rodaje
La película fue filmada en los Estudios Pinewood en el habitual 007 Stage del Reino Unido, así como en Weissensee, en Austria. La secuencia del pretítulo fue filmada en el Peñón de Gibraltar y aunque la secuencia muestra a un Land Rover secuestrado viajando por varias secciones de la carretera durante varios minutos antes de estallar a través de una pared hacia el mar, la ubicación usó el mismo tramo corto de carretera en la parte superior de la roca, filmada desde numerosos ángulos diferentes. Las defensas de las playas vistas al pie de la roca en el plano inicial también fueron agregadas solamente para la película, a una área de otra manera no militar. La acción que implicaba el Land Rover cambió de Gibraltar al Cabo Beachy en el Reino Unido para el plano que mostraba el vehículo volando. Las pruebas de la trama con el Land Rover, durante el cual Bond se escapa en paracaídas desde el vehículo que cae, fueron filmadas en el desierto de Mojave, aunque el corte final de la película utiliza una secuencia realizado con un maniquí. Otras localidades incluyeron Alemania, Estados Unidos e Italia, mientras que las escenas del desierto fueron filmadas en Uarzazat, Marruecos. La conclusión de la película fue rodada en el Palacio de Schönbrunn, la Casa de la Ópera Volksoper en Viena y el Elveden Hall, Suffolk.
La fotografía principal comenzó en Gibraltar el 17 de septiembre de 1986. Los dobles aéreos B. J. Worth y Jake Lombard realizaron el salto de paracaídas de los precréditos. Tanto el terreno como el viento eran desfavorables. Se consideró que el truco se estaba haciendo usando grúas, pero el arreglista de acrobacias aéreas B. J. Worth se quedó con el paracaidismo y completó las escenas en un día. El avión utilizado para el salto era un C-130 Hércules, que en la película tenía la oficina de M instalada en la cabina del avión. El punto de vista inicial de la escena muestra a M en lo que parece ser su oficina habitual en Londres, pero la cámara luego se acerca para revelar que, de hecho, está dentro de un avión. A pesar de estar marcado como un avión de la Real Fuerza Aérea, el del plano pertenecía a la Fuerza Aérea Española y fue utilizado de nuevo más tarde en la película para las secuencias de Afganistán, esta vez con marcas "rusas". Durante este capítulo posterior, una pelea estalla en la rampa abierta del avión en vuelo entre Bond y Necros, antes de que Necros caiga y muera. Aunque la trama y las tomas anteriores sugieren que la aeronave es un C-130, la foto de Necros que se desprende de la aeronave muestra un avión de carga bimotor, un C-123 Provider. Worth y Lombard también duplicaron para Bond y Necros en las escenas donde están colgando en una bolsa en la puerta de carga abierta de un avión.
La prensa no conocería a Dalton y d'Abo hasta el 5 de octubre de 1986, cuando la unidad principal viajó a Viena. Casi dos semanas después de la segunda filmación en Gibraltar, la primera unidad comenzó a rodar con Andreas Wisniewski y el hombre de acrobacias Bill Weston. Durante los tres días que tomó para filmar esta pelea, Weston se fracturó un dedo y Wisniewski lo derribó una vez. Al día siguiente encontró a la tripulación en el lugar de Stonor House, doblando para la casa segura de Bladen, la primera escena que Jeroen Krabbé filmó.

### Vehículos

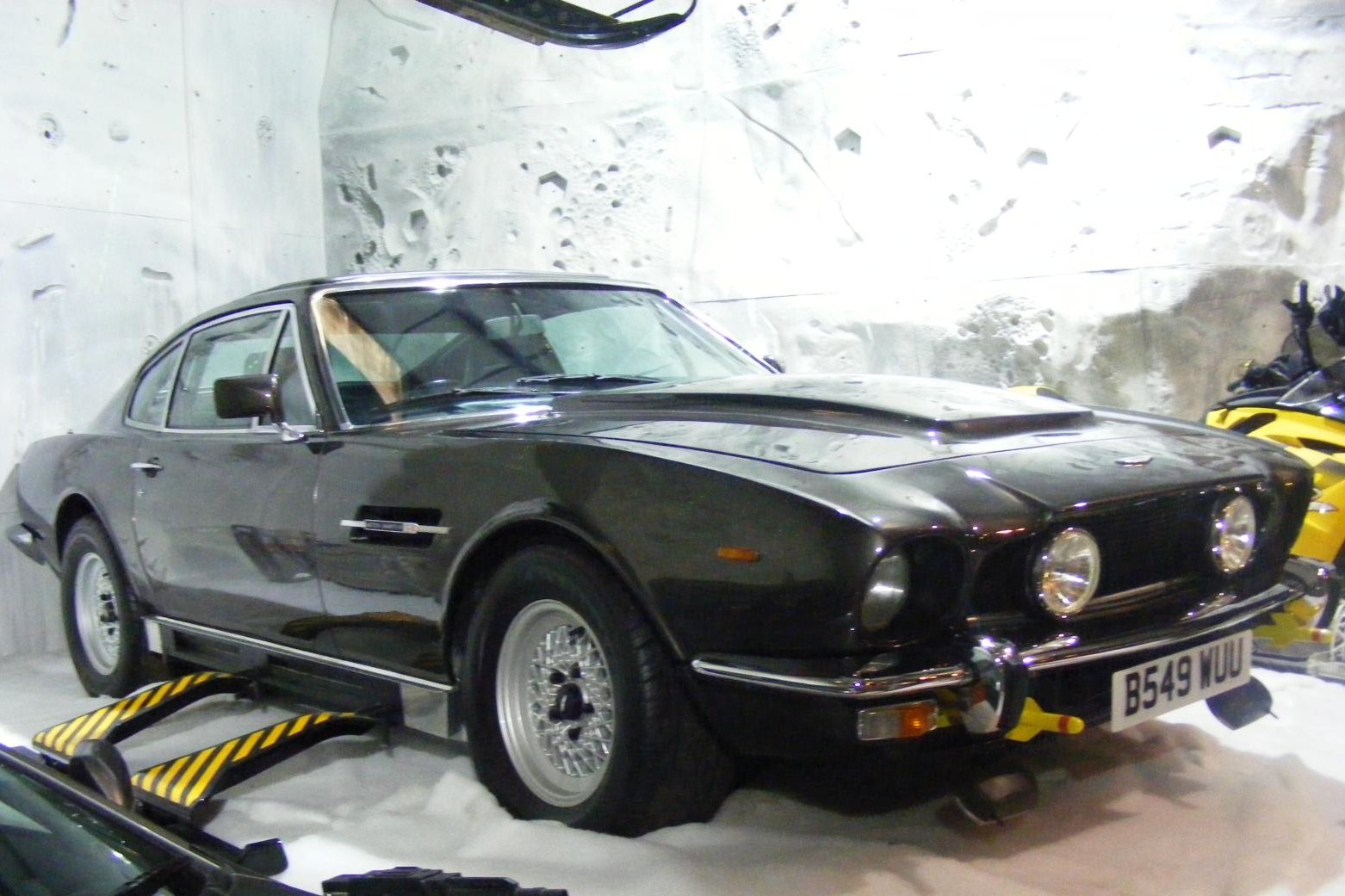
El Aston Martin V8 Volante empleado en la película, en una exposición sobre James Bond.

La película volvió a reunir a Bond con el fabricante de automóviles británico Aston Martin. Después del uso de Bond del Aston Martin DBS en On Her Majesty's Secret Service, los cineastas se volvieron al nuevo Lotus Esprit en 1977 con The Spy Who Loved Me, que reapareció cuatro años más tarde en For Your Eyes Only. A pesar del estatus icónico del Lotus sumergible, el Aston Martin DB5 de Bond es reconocido como el más famoso de sus vehículos. Como consecuencia, Aston Martin regresó con su V8 Vantage.
Dos diferentes modelos de Aston Martin fueron utilizados en la filmación: un V8 Volante convertible, y más tarde para las escenas de Checoslovaquia, un Volante V8 de techo rígido. El Volante era un modelo de producción propiedad del presidente de Aston Martin Lagonda, Victor Gauntlett.

### Música
The Living Daylights fue la última película de Bond cuya banda sonora corrió a cargo del compositor John Barry. La banda sonora se destaca por la introducción de pistas de ritmo electrónico secuenciadas sobrepuestas con la orquesta —en ese momento, una innovación relativamente nueva—.

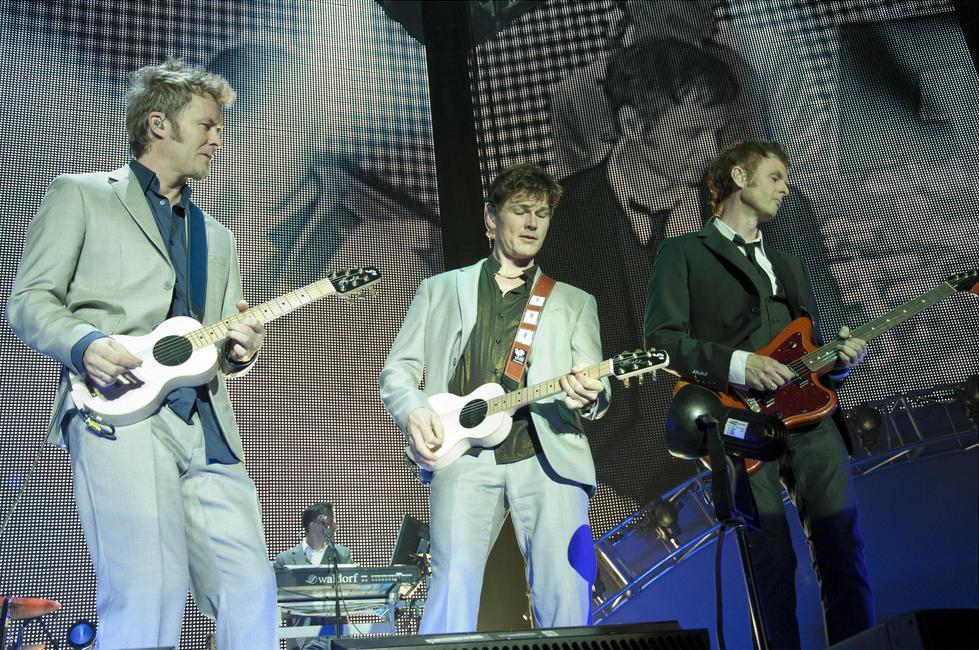
El grupo noruego A-ha, autor de "The Living Daylights", el tema principal de la película.

La canción principal de la película, "The Living Daylights", fue coescrita con Paul Waaktaar-Savoy del grupo de música noruego A-ha y grabado por la banda. El grupo y Barry no colaboraron bien, resultando en dos versiones de la canción. La versión de Barry de la canción se escucha en la banda sonora (y en el álbum de grandes éxitos de A-ha, Headlines and Deadlines). La versión preferida por la banda se puede escuchar en el álbum de A-ha de 1988 Stay on These Roads. Sin embargo, en 2006, Paul Waaktaar-Savoy felicitó a Barry por sus contribuciones: "Me encantó el material que añadió a la pista, quiero decir que le dio este arreglo de cuerda genial, que es cuando, para mí, empezó a sonar como algo totalmente Bond". La canción del título es una de las pocas canciones principales de 007 que no se realiza ni se escribe por un músico británico o americano.
A diferencia de películas anteriores de Bond, The Living Daylights fue la primera en usar diferentes canciones en los créditos de apertura y fin. La canción que se escuchó sobre los créditos finales, "If There Was a Man", fue una de las dos canciones realizadas para la película por Chrissie Hynde de The Pretenders. La otra canción, "Where Has Everybody Gone?", se escucha desde el walkman de Necros en la película. The Pretenders fueron considerados originalmente para realizar la canción del título de la película. Sin embargo, los productores se mostraron satisfechos con el éxito comercial de "A View to a Kill" de Duran Duran, y sintieron que A-ha tendría más probabilidades de tener un impacto en las listas.
La versión original de la banda sonora fue lanzada en LP y CD por Warner Bros. y contó con sólo doce temas. Las reediciones posteriores de Rykodisc y EMI agregaron nueve pistas adicionales, incluyendo música instrumental de créditos finales alternativos. La versión de Rykodisc incluía el cañón y la secuencia de apertura de la película, así como la secuencia de jailbreak y el bombardeo del puente.
Además, la película ofreció una serie de piezas de música clásica, ya que la principal chica de Bond, Kara Milovy, es violonchelista. La 40.ª Sinfonía de Mozart en sol menor (primer movimiento) es interpretada por la orquesta en el Conservatorio de Bratislava cuando Koskov huye. Como Moneypenny le dice a Bond, Kara tiene previsto interpretar el Cuarteto de cuerdas en do mayor de Alexander Borodin, y el final del Acto II de Mozart El matrimonio de Figaro, en Viena. Antes de que Bond sea drogado por Kara, ella estaba interpretando el solo del violonchelo del primer movimiento del concierto para violonchelo de Dvořák en B menor. Al final de la película, Kara y una orquesta (realizada en pantalla por John Barry) interpretan las Variaciones Rococó de Tchaikovsky con aplausos exaltados.

## Estreno y acogida
El Príncipe y la Princesa de Gales asistieron al estreno de la película el 27 de junio de 1987 en el Odeon Leicester Square en Londres. The Living Daylights recaudó el equivalente a 191,2 millones de dólares en todo el mundo. En los Estados Unidos recaudó $51.185.000, incluyendo el fin de semana del estreno con $11.051.284, superando los cinco millones recaudados por The Lost Boys que fue estrenada el mismo día.
En la película, Koskov y Whitaker utilizan repetidamente vehículos y paquetes de medicamentos marcados con la Cruz Roja. Esta acción enojó a varias Sociedades de la Cruz Roja, que enviaron cartas de protesta en relación con la película. Además, la Cruz Roja Británica intentó procesar a los cineastas y distribuidores. Sin embargo no tomaron ninguna acción legal contra ello. Como resultado, se agregó un descargo de responsabilidad al comienzo de la película y algunos lanzamientos de DVD.
Rita Kempley, comentando para The Washington Post, elogió la actuación de Dalton y lo nombró «el mejor Bond de todos los tiempos. Es tan elegante como el esmoquin característico, tan elegante como el Aston Martin. Al igual que el famoso martini de Bond, las mujeres que encuentran su buena apariencia de granito tallado como mezclado, no agitado». Además, elogió la película como "un ritmo gracioso, aunque sobredimensionado, por lo que algunos cambios de asiento se establecen en unos 30 minutos antes del final". Janet Maslin de The New York Times elogió la actuación de Dalton como «suficiente presencia, apariencia elegante, adecuada y el tipo de energía que la serie Bond ha estado fallando últimamente». Mientras elogiaba a los personajes secundarios, criticó la duración y señaló que «la dirección, de John Glen, tiene el estilo colorido pero superficial que va con el territorio, y es adecuado si no está inspirado».
The Living Daylights tiene una puntuación «Fresh» del 70% en Rotten Tomatoes basado en 50 críticas especializadas. El Washington Post dijo incluso que Dalton interpretó «al mejor Bond de la historia». Roger Ebert del Chicago Sun-Times criticó la falta de humor en el protagonista, mientras Jay Scott de The Globe and Mail escribió que el Bond de Dalton "da la sensación de que en sus noches, podría acurrucarse con el Reader's Digest y ver un episodio de Moonlighting".
El propio Dalton ha dicho que prefiere The Living Daylights a License to Kill. El predecesor de Dalton, Roger Moore, al discutir la serie Bond en 2012, calificó la película como una «muy buena película». IGN elogió la película por devolver el realismo y el espionaje a la serie de películas y mostrar el lado oscuro de James Bond. El sitio web de agregación de reseñas Rotten Tomatoes otorga a la película una calificación de aprobación del 74% con base en 54 reseñas y una calificación promedio de 6,4 sobre 10. El consenso crítico del sitio web establece: «El recién llegado Timothy Dalton interpreta a James Bond con más seriedad que las entregas anteriores el resultado es emocionante y colorido, pero en ocasiones sin humor». En Metacritic tiene una puntuación del 60% según las reseñas de 18 críticos, lo que indica "reseñas mixtas o promedio". Las audiencias encuestadas por CinemaScore le dieron a la película una calificación "A" en la escala de la A a la F.

## Filtración
La película antes de su estreno se filtró por la venta de videocasete, era una huella de trabajo sin editar de la película se vendió en VHS de muy baja calidad con algunos cambios como la banda sonora que en esta ocasión se recicla canciones de anteriores películas de la saga y la escena del cañón que es totalmente distinto al oficial se dieron cárteles y anuncios oficiales advirtiendo sobre esta filtración y esperar al estreno de la película aunque no afectó de manera significativa a la recaudación de la película.

## Estrenos internacionales
| País                                                                          | Fecha de estreno                   |
| ----------------------------------------------------------------------------- | ---------------------------------- |
| Alemania                                                                      | Jueves 13 de agosto de 1987        |
| Argentina                                                                     | Jueves 10 de septiembre de 1987    |
| Australia                                                                     | Jueves 19 de noviembre de 1987     |
| Austria                                                                       | Viernes 14 de agosto de 1987       |
| Bélgica                                                                       | Miércoles 16 de septiembre de 1987 |
| Belice · Costa Rica · El Salvador · Guatemala · Honduras · Nicaragua · Panamá | Miércoles 29 de julio de 1987      |
| Brasil                                                                        | Jueves 6 de agosto de 1987         |
| Chile                                                                         | Viernes 11 de septiembre de 1987   |
| Colombia                                                                      | Jueves 23 de julio de 1987         |
| Corea del Sur                                                                 | Sábado 4 de febrero de 1989        |
| Dinamarca                                                                     | Viernes 14 de julio de 1987        |
| Ecuador                                                                       | Miércoles 19 de agosto de 1987     |
| Egipto                                                                        | Lunes 1 de febrero de 1988         |
| España                                                                        | Viernes 10 de julio de 1987        |
| Estados Unidos · Canadá                                                       | Viernes 31 de julio de 1987        |
| Filipinas                                                                     | Miércoles 5 de agosto de 1987      |
| Finlandia                                                                     | Viernes 31 de julio de 1987        |
| Francia                                                                       | Miércoles 16 de septiembre de 1987 |

| País                 | Fecha de estreno                   |
| -------------------- | ---------------------------------- |
| Grecia               | Jueves 17 de septiembre de 1987    |
| Hong Kong            | Jueves 30 de julio de 1987         |
| India                | Viernes 15 de abril de 1988        |
| Israel               | Viernes 10 de julio de 1987        |
| Italia               | Viernes 18 de septiembre de 1987   |
| Jamaica              | Miércoles 29 de julio de 1987      |
| Japón                | Sábado 12 de diciembre de 1987     |
| Líbano               | Viernes 21 de agosto de 1987       |
| Malasia              | Jueves 16 de julio de 1987         |
| México               | Viernes 25 de diciembre de 1987    |
| Noruega              | Miércoles 5 de agosto de 1987      |
| Nueva Zelanda        | Viernes 20 de noviembre de 1987    |
| Países Bajos         | Jueves 9 de julio de 1987          |
| Perú                 | Jueves 15 de octubre de 1987       |
| Portugal             | Viernes 28 de agosto de 1987       |
| Puerto Rico          | Jueves 6 de agosto de 1987         |
| Reino Unido Irlanda  | Martes 30 de junio de 1987         |
| República Dominicana | Jueves 30 de julio de 1987         |
| Singapur             | Jueves 16 de julio de 1987         |
| Sudáfrica            | Viernes 24 de julio de 1987        |
| Suecia               | Viernes 10 de julio de 1987        |
| Suiza                | Miércoles 16 de septiembre de 1987 |
| Tailandia            | Sábado 15 de agosto de 1987        |
| Taiwán               | Sábado 11 de julio de 1987         |
| Uruguay              | Jueves 17 de septiembre de 1987    |
| Venezuela            | Miércoles 22 de julio de 1987      |

## Doblaje
| Personaje      | Voz en español (Los Ángeles/A. Latina) | Voz en español (España) |
| -------------- | -------------------------------------- | ----------------------- |
| James Bond 007 | Edgar Wald                             | Salvador Vidal          |
| Kara Milovy    | Marcela Bordes                         | Rosa María Hernández    |
| Necros         | Yamil Atala                            | Pere Molina             |
| Georgi Koskov  | Víctor Mares                           | Camilo García           |
| Brad Whitaker  | Elgar Pedrini                          | Pepe Mediavilla         |
| M              | Guillermo Romano                       | Felipe Peña             |
| Frederick Gray | Alejandro Abdalah                      |                         |

## Traducciones
"The living daylights" es una expresión típica de los países de habla inglesa que es regularmente usada cuando alguien está en una situación de miedo o de peligro (I scared the living daylights out of her!). Debido a que no existe una traducción precisa para dicha expresión, en los países de habla no inglesa se optó por utilizar nombres de características necrofílicas. En Hispanoamérica la película se nombró Su Nombre Es Peligro y en España se nombró 007: Alta Tensión, mientras que en otros países del mundo se nombró como 007: El aliento de la muerte (Alemania) y 007: Zona De Peligro (Italia).

## Premios

### International Film Music Critics Award (IFMCA)
| Año  | Categoría                                      | Nominados                                            | Resultado |
| ---- | ---------------------------------------------- | ---------------------------------------------------- | --------- |
| 1998 | BEST RE-RELEASE OF A PREVIOUSLY EXISTING SCORE | The Living Daylights, music by John Barry (Rykodisc) | Nominada  |